# Hvalseyjar
Hvalseyjar är öar i republiken Island.   De ligger i regionen Västlandet, i den västra delen av landet, 60 km nordväst om huvudstaden Reykjavík.
Inlandsklimat råder i trakten. Årsmedeltemperaturen i trakten är −2 °C.